# Above the Ground
Above The Ground är det Nionde soloalbumet av Burton Cummings som tidigare var med i gruppen The Guess Who utgivet 4 november 2008. Albumet har en tydlig Pop / Rock och Balladkaraktär.

## Låtlista
1. Crazy If You Mess With The Gods - 3:50 (Burton Cummings)
2. Junior Won't Behave - 3:37 (Burton Cummings)
3. T.P.O.S. - 3:30 (Burton Cummings)
4. Any Minor Miracle - 4:09 (Burton Cummings)
5. Powers At Play - 4:42 (Burton Cummings)
6. Ponderlust - 4:49 (Burton Cummings)
7. Rollaway - 1:41 (Burton Cummings)
8. We Just Came From The U.S.A. - 3:36 (Burton Cummings)
9. Pretty Pictures - 3:39 (Burton Cummings)
10. Look Out Charlie (There's A New Bartender In Town) - 3:14 (Burton Cummings)
11. Kurt's Song - 4:45 (Burton Cummings)
12. Richard - 4:59 (Burton Cummings)
13. Dream - 3:45 (Burton Cummings)
14. Up In The Canyon - 3:09 (Burton Cummings)
15. A Touch Of Morning - 3:49 (Burton Cummings)
16. Revelation - 4:24 (Burton Cummings)
17. Invisible - 3:31 (Burton Cummings)
18. Retribution - 5:24 (Burton Cummings)
19. Above The Ground - 4:18 (Burton Cummings)

## Medverkande
- Burton Cummings - Sång, Grand Piano, Harpsichord, Clavinet, Moog, Melltron, Arp String Synthesizer

- Elektrisk Gitarr - Tim Bovaconti / Dave Love / Ross Vannelli
- Akustisk Gitarr - Tim Bovaconti / Dave Love
- Trummor - Sean Fitzsimons
- Percussion - Sean Fitzsimons / Nick Sinopoli
- Basgitarr - Jeff Jones
- Bakgrundssång - Tim Bovaconti / Sean Fitzsimons / Jeff Jones / Dave Love / Nick Sinopoli / Ross Vannelli / The Frogettes / The Perry Sisters

- Bakgrundssång Och Orkester Arrangemang Av Burton Cummings
- Producent Burton Cummings